# Susan Buckner
Susan Buckner (Seattle, 28 gennaio 1953 – Miami, 2 maggio 2024) è stata un'attrice statunitense.

## Biografia
Susan Buckner nacque a Seattle il 28 gennaio 1953.
Iniziò la sua carriera negli anni settanta e divenne nota principalmente per il celeberrimo film musicale Grease in cui interpretò Patty Simcox.
Morì a Miami il 2 maggio 2024 all'età di 71 anni.

## Vita privata
Ebbe due figli, nati dal suo unico matrimonio, conclusosi col divorzio nel 1997.

## Filmografia parziale

### Cinema
- Grease (Brillantina) (Grease), regia di Randal Kleiser (1978)
- Benedizione mortale (Deadly Blessing), regia di Wes Craven (1981)

### Televisione
- The Brady Bunch Hour - serie TV, 9 episodi (1976-1977)
- Ore 17: quando suona la sirena (When the Whistle Blows) - serie TV, 9 episodi (1980)